# Ali Soozandeh
Ali Soozandeh, né le 22 mars 1970 à Chiraz (Iran), est un réalisateur et animateur allemand, surtout connu pour le film d'animation germano-autrichien Téhéran Tabou (2017), qui explore les doubles standards en matière de sexualité et de genre en Iran.

## Filmographie

### Département animation
- 2010 : The Green Wave (Le Printemps de Téhéran : L'Histoire d'une révolution 2.0)
- 2012 : Camp 14 : Total Control Zone
- 2013 : Die Kulturakte

### Directeur artistique
- 2010 : The Green Wave (Le Printemps de Téhéran : L'Histoire d'une révolution 2.0)
- 2017 : Téhéran Tabou

### Réalisateur
- 2009 : Die Rückkehr der Wollmäuse (court métrage, aussi producteur)
- 2017 : Téhéran Tabou (aussi scénariste)

## Récompenses et distinctions
- (en) Ali Soozandeh: Awards, sur l'Internet Movie Database